# N,N′-Dicykloheksylokarbodiimid
N,N′-Dicykloheksylokarbodiimid, DCC – organiczny związek chemiczny stosowany głównie jako czynnik kondensujący w syntezie organicznej, np. do kondensacji aminokwasów w syntezie peptydów. W warunkach standardowych (normalnych) DCC jest bezbarwnym krystalicznym ciałem stałym o słodkim zapachu.
DCC jest dobrze rozpuszczalny w dichlorometanie, tetrahydrofuranie, acetonitrylu i N,N-dimetyloformamidzie, natomiast nierozpuszczalny w wodzie.

## Struktura
Rdzeń karbodiimidowy C−N=C=N−C strukturalnie jest podobny do struktury allenu. Trzy główne struktury rezonansowe karbodiimidów to:
[RN=C=NR ↔ RN+
≡C−N−
R ↔ RN−
−C≡N+
R]
W spektroskopii w podczerwieni grupa karbodiimidowa N=C=N daje charakterystyczne pasmo przy 2117 cm⁻¹.
Na widmie 15
N NMR występuje charakterystyczne przesunięcie δ 275 ppm w górę pola względem kwasu azotowego, widmo 13C NMR natomiast przedstawia sygnał przy około 139 ppm w dół pola względem TMS.

## Otrzymywanie
DCC można otrzymać w reakcji sprzęgania aminocykloheksanu i izocyjanku cykloheksylu wobec octanu palladu, jodu i tlenu (wydajność >67%):
C
6H
11NC + C
6H
11NH
2 + O
2 → (C
6H
11N)
2C + H
2O
Wysoką wydajność syntezy DCC (92%) uzyskano w wyniku kondensacji dwóch cząsteczek izocyjanianu cykloheksylu wobec katalizatora OP(MeNCH
2CH
2)
3N:
DCC zostało również otrzymane z dicykloheksylomocznika z zastosowaniem katalizy przeniesienia międzyfazowego. Dwupodstawiony mocznik, chlorek arenosulfonylowy i węglan potasu ulegały reakcji w toluenie w obecności chlorku benzylotrimetyloamoniowego dając DCC z 50% wydajnością:

## Reakcje
DCC jest czynnikiem kondensującym w syntezie estrów, amidów, ketonów, nitryli. W reakcjach tych DCC uwadnia się tworząc cząsteczkę dicykloheksylomocznika (DCU), związku nierozpuszczalnego w wodzie, heksanie czy chlorku metylenu. W reakcjach kondensacji z użyciem DCC nie powstają kwasowe produkty uboczne.
Przykładem kondensacji wobec DCC może być synteza amidów z kwasów karboksylowych i amin:
RCOOH + R′NH
2 + DCC → RC(O)NHR′ + DCU
Reakcja taka jest stosowana dla syntezy skomplikowanych związków organicznych, dla których reakcja poprzez halogenki kwasowe nie jest możliwa.

### Utlenianie Pfitznera-Moffatta
DMSO aktywowany za pomocą DCC jest czynnikiem utleniającym w tzw. utlenianiu Pfitznera-Moffatta. Reakcja ta jest wykorzystywana do przeprowadzania alkoholi w aldehydy i ketony. W przeciwieństwie do utleniania za pośrednictwem metali, procedura ta jest wystarczająco łagodna aby zatrzymać proces utleniania na etapie aldehydu zanim utleni się do kwasu karboksylowego.

### Dehydratacja
Alkohole pod wpływem DCC mogą ulegać dehydratacji (odwodnieniu). Reakcja ta biegnie przez utworzenie O-acylomocznika jako produktu pośredniego, który następnie ulega hydrogenolizie tworząc odpowiedni alken:

### Inwersja konfiguracji alkoholi drugorzędowych
Chiralne alkohole drugorzędowe mogą ulegać inwersji konfiguracji w wyniku estryfikacji do mrówczanu promowanej przez DCC i następczej hydrolizy zasadowej. Metodą tą efektywnie przekształcono (2S,4R)-4-hydroksyprolinę w izomer 4S, a inwersję konfiguracji obserwowano na etapie tworzenia estru. Opisano także inwersję konfiguracji węglowodanów wobec DCC i chloralu.

### Tworzenie wiązania internukleotydowego
DCC należał do pierwszych czynników kondensujących wykorzystywanych przez zespół Khorany do syntezy fosforanów nukleozydów oraz w metodzie diestrowej syntezy oligonukleotydów.